# Ceratocyba umbilicaris
Ceratocyba umbilicaris és una espècie d'aranya araneomorfa de la subfamília Erigoninae, dins de la família Linyphiidae.
És l'únic membre del gènere monotípic Ceratocyba.
Fou descrit per primera vegada per A. Holm l'any 1962,

## Distribució
És un endemisme de Kenya.